# Viudas (ópera)
Viudas es una ópera con un prólogo y tres actos con libreto y música de Juan Orrego-Salas

## Datos históricos
La ópera Viudas es el op. 101 de Juan Orrego-Salas, compuesta entre 1987 y 1990.

### Creación
...

### Recepción
...

## Literatura complementaria
- * Diccionario de la música española e hispanoamericana (DMEH), obra auspiciada por la Sociedad General de Autores y Editores (SGAE) y por el Instituto Nacional de las Artes Escénicas y de la Música (INAEM) del Ministerio de Educación, Cultura y Deporte de España.